# ヘリオナーペ (小惑星)
ヘリオナーペ (967 Helionape) は小惑星帯に位置するフローラ族のS型小惑星である。ベルゲドルフのハンブルク天文台でウォルター・バーデによって発見された。
オーストリアの俳優アドルフ・リッター・フォン・ゾンネンタール (Adolf Ritter von Sonnenthal) 名をギリシャ語に訳したものから命名された。